# John Graham (Langstreckenläufer)
John Graham (* 18. Juni 1956) ist ein ehemaliger britischer Marathonläufer.
Er begann seine Karriere als Hindernisläufer und erzielte seine Bestzeit über 3000 m in dieser Disziplin am 16. Juli 1978 in Edinburgh mit 8:39,30 min.
1980 siegte er als Gastläufer bei der spanischen Meisterschaft in 2:13:21 h und wurde Dritter beim New-York-City-Marathon. Im Jahr darauf gewann er die Premiere des Rotterdam-Marathons mit seinem persönlichen Rekord von 2:09:28. 1982 wurde er, für Schottland startend, bei den Commonwealth Games in Brisbane Vierter und 1983 Fünfter in New York. Beim Weltrekordlauf von Carlos Lopes in Rotterdam 1985 kam er in 2:09:58 als Zweiter ins Ziel.
Bei den Commonwealth Games 1986 in Edinburgh belegte er erneut den vierten Platz, was auch sein letzter großer internationaler Erfolg war.